# محاري سندياني
المحاري السندياني أو الغاريقون الإسفنجي (الاسم العلمي: Pleurotus dryinus) هو نوع من الفطريات يتبع جنس المحاري من فصيلة المحارية.